# 𐞜
Cette page contient des caractères spéciaux ou non latins. S’ils s’affichent mal (▯, ?, etc.), consultez la page d’aide Unicode.
𐞜, appelée petite capitale L sanglé en exposant, petite capitale L sanglé supérieur ou lettre modificative petite capitale L sanglé, est un symbole phonétique de certaines variantes de l’alphabet phonétique international. Il est formé de la lettre petite capitale L sanglé ‹ 𝼄 › mise en exposant.

## Utilisation
Dans certaines transcriptions utilisant les extensions de l’alphabet phonétique international (API), ‹ 𐞜 › peut être utilisé pour indiquer l’articulation fricative latérale vélaire.

## Représentations informatiques
La lettre modificative petite capitale L sanglé peut être représenté avec les caractères Unicode suivants (Latin étendu – F) :
| formes       | représentations | chaînes de caractères | points de code | descriptions                                           | note                            |
| ------------ | --------------- | --------------------- | -------------- | ------------------------------------------------------ | ------------------------------- |
| modificative | 𐞜               | 𐞛                     | U+1079B        | lettre modificative minuscule petite capitale L sanglé | codé pour le symbole phonétique |